# Gonomyia (Gonomyia) mendica
Gonomyia (Gonomyia) mendica is een tweevleugelige uit de familie steltmuggen (Limoniidae). De soort komt voor in het Afrotropisch gebied.